# 杨易辰
楊易辰（1914年3月31日—1997年6月28日），原名楊振九，辽宁法库人，中国共产黨、中华人民共和国政治人物，原副国级领导人。曾任中华人民共和国最高人民检察院檢察長。夫人為肖塞。

## 生平
楊易辰1914年出生於法庫縣。1936年加入中國共產黨。1956年至1967年任黑龙江省人民委员会副省長。文化大革命結束後，任黑龙江省革命委员会主任。1979年任省委書記。1983年任最高人民檢察院檢察長，1988年退休。1977年至1987年被選為中央委員會委員，1988年後任中共中央顧問委員會委員。1997年6月28日逝世，享年83歲。